# Ácido ricineláidico
O ácido ricineláidico ou ácido (+) - (R)-ricineláidico (ácido 12-hidroxi-9-trans-octadecenóico) é isômero trans do ácido graxo ácido ricinoleico.
Apresenta fórmula C18H34O3 e massa molecular 298,46.
O ácido é classificado com o Número CAS: 540-12-5.
O seu sal sódico (de fórmula C18H33O3Na e massa molecular 320.44) com o número CAS: CAS Number 108321-51-3.